# Saint-Martin-de-Fraigneau
Saint-Martin-de-Fraigneau – miejscowość i gmina we Francji, w regionie Kraj Loary, w departamencie Wandea.
Według danych na rok 1990 gminę zamieszkiwało 697 osób, a gęstość zaludnienia wynosiła 51 osób/km² (wśród 1504 gmin Kraju Loary Saint-Martin-de-Fraigneau plasuje się na 726. miejscu pod względem liczby ludności, natomiast pod względem powierzchni na miejscu 840.).